# SCK CEN
SCK CEN (vroeger de afkorting voor Studiecentrum voor kernenergie of Centre d'étude de l'énergie nucléaire) is een Belgisch nucleair onderzoekscentrum. SCK CEN is de naam van de campus in Mol waar zich de eerste in België gebouwde kernreactor bevindt.
Deze kernreactor, die de naam BR1 kreeg, werd gebouwd als een proefreactor, dit wil zeggen met oog op het uitvoeren van wetenschappelijke experimenten, niet voor de commerciële uitbating van het opwekken van energie.
Behalve de reactor en de bijhorende technische gebouwen, bestaat het SCK CEN ook uit laboratoria, leslokalen, administratieve gebouwen en een woonwijk, inclusief sport- en recreatie-infrastructuur, die gebouwd werd om het personeel van het centrum te huisvesten. SCK CEN doet aan onderzoek en dienstverlening in de nucleaire sector.

## Geschiedenis
SCK CEN, werd opgericht in 1952 onder de naam Studiecentrum voor de Toepassingen van de Kernenergie, kortweg STK. In dat jaar werden Jacques Wybouw en Jacques Thiran als architecten aangesteld voor de bouw van de campus. De laatste van deze twee was evenwel slechts vier jaar bij dit project betrokken. De gebouwen werden opgetrokken volgens de principes van de Internationale Stijl, zoals deze reeds voor de Tweede Wereldoorlog door architecten als Le Corbusier gepromoot was.
Van 1956 tot 1964 werden er vier nucleaire onderzoeksreactoren operationeel: BR1, BR2, BR3 en VENUS. In 1963 had het campus al 1600 werknemers in dienst. Dit aantal zou de volgende decennia min of meer constant blijven. In 1970 werden de activiteiten van het Studiecentrum verruimd buiten de nucleaire sector maar de nadruk bleef toch liggen op nucleair onderzoek. Het studiecentrum werd gesplitst in 1990 en een nieuw instituut, VITO of Vlaamse Instelling voor Technologisch Onderzoek, nam de niet-nucleaire activiteiten over.
In de jaren 1980 was er een schandaal rond Transnuklear, een Duitse firma die onder meer naar SCK CEN onverwerkbaar radioactief afval transporteerde, dat onzorgvuldig werd gestockeerd in Mol, met groot stralingsgevaar. Het hoofd van de afdeling afvalverwerking van het SCK CEN en zijn medewerker hadden hiervoor smeergelden ontvangen van Transnuklear. Dit leidde tot een parlementaire onderzoekscommissie in de Kamer van volksvertegenwoordigers in 1988.
Op 24 maart 2023 slaagde de onderzoeksreactor van SCK CEN erin op lager verrijkt uranium stabiel te draaien en stoffen te produceren voor kankerbestrijding, waar tot daaraan toe hoogverrijkt uranium voor nodig was. Het was een wereldprimeur voor dat type kernreactor.

## Organisatie en statuut
SCK CEN telt ongeveer 1000 medewerkers waarvan één derde houder is van een universitair diploma.
SCK CEN is een Stichting van Openbaar Nut (SON), met een privaatrechtelijk statuut onder de voogdijen van de Belgische federale ministers van economie en van energie. De omzet bedraagt 250 miljoen euro per jaar: 25% directe overheidssubsidies, 5% indirect via activiteiten voor ontmanteling en 70% inkomsten uit contractwerk en dienstverlening.
De campus werd opgericht om de Belgische academische en industriële wereld toegang te verschaffen tot de wereldwijde ontwikkeling van kernwetenschappen.
Sinds 1991 geeft de statutaire opdracht voorrang aan onderzoek over problemen met betrekking tot de samenleving:
- veiligheid van kerninstallaties;
- stralingsbescherming;
- veilige behandeling en berging van radioactief afval;
- strijd tegen ongecontroleerd proliferatie van splijtbaar materiaal;
- strijd tegen terrorisme.
- medische toepassingen van radiotherapie.

Daarnaast houdt het SCK CEN zich bezig met medische en industriële toepassingen van straling en met de ontmanteling en ontsmetting van nucleaire sites.

## Onderzoeksactiviteiten
De studiedomeinen van SCK CEN reiken letterlijk van de diepe ondergrond tot de ruimte. De onderzoeksactiviteiten kunnen opgedeeld worden in 4 subdisciplines:
- Wetenschappen Nucleair Materiaal
Via experimenten probeert het centrum het gedrag van materialen die worden onderworpen aan straling vast te stellen en op hun geschiktheid als nucleaire materialen. Bij geschiktheid wordt er ook onderzocht naar de nucleaire toepassingen van nieuwe materialen, zoals splijtstoffen, structuurmaterialen en radio-isotopen. Door het onderzoeken verbetert het begrip, de kennis en de numerieke simulatie en bijgevolg ook de voorspelling van het gedrag van materialen onderworpen aan bestraling.

- Geavanceerde Nucleaire Systemen
Onderzoek naar geavanceerde nucleaire systemen. Dit gebeurt via modellering, experimenten en numerieke simulaties. Het doel is vooral is de Belgische participatie in het domein van de ontwikkeling van reactoren van de vierde generatie (Gen IV) uit te breiden. Het ontwikkelt in samenwerking met industrie en internationale onderzoeksgroepen de technologieën en instrumentatie voor innoverende reactoren. Dit gebeurt met het oog op het ontwerp en de constructie van een experimentele snelspectruminstallatie (MYRRHA).

- Milieu, Gezondheid en Veiligheid
Gespecialiseerd onderzoek en ontwikkeling in de radiobiologie, radio-ecologie, milieuchemie, ontmanteling van kerninstallaties en veilige behandeling en berging van radioactief afval voor de betreffende milieu, gezondheid en veiligheid. Het studiecentrum levert daarnaast ook diensten op het vlak van metingen zoals stralingsdosimetrie, kalibratie en spectrometrie. Het onderzoekcentrum houdt zich met het oog op de kwesties rond stralingsbescherming en energiebeleid ook bezig met beleidsondersteuning, besluitvorming en onderzoek rond de integratie van sociale aspecten in nucleair onderzoek.

- Training en Educatie '(E&T)'
De E&T activiteiten op de campus behelzen onder meer reactorfysica, reactoroperatie, reactorengineering, stralingsbescherming, ontmanteling en afvalmanagement. Naast cursussen biedt men studenten de mogelijkheid om hun onderzoek uit te voeren in de laboratoria en onderzoeksreactoren van SCK CEN. Laatstejaars studenten en PhD kandidaten kunnen deelnemen aan programma's die met een mentor van het studiecentrum worden opgesteld in nauwe samenwerking met een promotor van de universiteit.

## Belangrijkste installaties
- BR2: BR2 of Belgian Reactor 2 is de tweede krachtigste onderzoeksreactor ter wereld. Hij wordt gebruikt voor splijtstof- en materiaaltests voor diverse reactortypes en voor het Europese fusieprogramma. Hij is ook het belangrijkste onderdeel in de productie van radio-isotopen voor medische en industriële toepassingen en voor siliciumdopering bestemd voor de elektronica-industrie.

- BR1: BR1 of Belgian Reactor 1 is een luchtgekoelde en grafietgemodereerde reactor met een thermisch vermogen van 4 megawatt. Hij wordt veelvuldig gebruikt als neutronenbron voor activeringsanalyses, dosimetrische ijking, neutronenradiografie en referentie reactorexperimenten.

- VENUS: De nulenergie-installatie VENUS (Vulcain Experimental Nuclear Study) maakt een gedetailleerde analyse van kernconfiguraties mogelijk, inclusief MOX en splijtstoffen met hoge versplijtingsgraad. Hij wordt intensief gebruikt voor de validatie van de kernconfiguratie van reactoren en kritische codes. Met deze reactor vond 30 december 1965 en ongeluk plaats. De reactor werd superkritisch en een operator ontving een hoge stralingsdosis. De dosis was 4000 rem op de linkervoet, die geamputeerd moest worden.[4]

- BR3: BR3 of Belgian Reactor 3 was een prototype van drukwaterreactoren (PWR of Pressure Water Reactor). Hij had een thermisch vermogen van 11 megawatt. Hij werd uitgekozen als Europees pilootproject voor de optimalisering van ontmantelings- en decontaminatietechnieken en -procedés, voor een realistische kostenraming en om nieuwe volumereductietechnieken voor secundair afval en minimalisering van stralingsdosissen voor het personeel te ontwikkelen.

- HADES: Het HADES-laboratorium bevindt zich -223 m onder de grond en dient voor de studie van kleilagen als potentiële geologische opslagplaats voor langlevend hoogradioactief afval. Het wordt uitgebaat door EURIDICE, het economisch samenwerkingsverband tussen NIRAS / ONDRAF (de Belgische Instelling voor Radioactief Afval en verrijkte Splijtstoffen) en SCK CEN. Dit ondergronds laboratorium werd nog maar pas uitgebreid om op grote schaal tests uit te voeren over de haalbaarheid en de veiligheid van de berging van warmteontwikkelend kernafval. HADES staat voor "High Activity Disposal Experimental Site" en Hades is ook de naam van de griekse god van de onderwereld (oudgrieks: Άδης, ook Haides, Ἅιδης).

- LHMA: LHMA, het Laboratorium voor Hoge- en Middelmatige Activiteit evalueert de gevolgen van bestraling op materialen die gebruikt worden in de huidige en toekomstige nucleaire installaties. Een brede waaier van mechanische, physico-chemische en microstructuur onderzoeksinstrumenten zijn beschikbaar binnen en buiten de afstandsbediende warme cellen. Het laboratorium is betrokken bij toegepast onderzoek en basisonderzoek met ondersteuning van mathematische modellen voor het verifiëren en voorspellen van het gedrag van de nucleaire materialen tijdens hun bedrijfsduur.

- Nucleaire analyse en chemische laboratoria: SCK CEN meet en evalueert de interne contaminatie van werknemers en bedieners van nucleaire installaties en de contaminatie van de bodem en de voedselketen. De laboratoria ondersteunen ook de onderzoeksreactoren en andere labo's voor destructief en niet-destructief onderzoek van hoogradioactief materiaal. Deze laboratoria ondersteunen ook het nucleaire noodplan waartoe het SCK CEN een belangrijke bijdrage levert voor het Belgische en Europese beleid.

- MYRRHA: (momenteel: ontwerpstudie) MYRRHA is een Accelerator Driven Subcritical System (ADS). Het bestaat uit een protonversneller met een protonenbundel van 350 MeV*5 mA naar een vloeibaarlood - bismut (Pb-Bi) afsplitsingsdoel in een Pb-Bi gekoelde subkritische snelle kern. MYRRHA zal als basis dienen voor het Europese experimentele ADS. Het zal protonen en neutronen leveren voor diverse toepassingen van onderzoek en ontwikkeling zoals transmutatiestudies.

## Atoomwijk
Om de werknemers te huisvesten werd de Atoomwijk gebouwd. Bij de oprichting van de Vlaamse Instelling voor Technologisch Onderzoek werden een aantal appartementen overgedragen, het merendeel van de wijk is echter nog steeds eigendom van het studiecentrum. De wijk bestaat naast woongelegenheden ook uit sportinfrastructuur waaronder een sporthal, voetbalvelden en tennisvelden.

## Media
Veel scènes van de jeugdserie Midas en De Kat werden opgenomen op de bedrijfsterreinen en in de labos van SCK CEN